# Trachelophorus
Trachelophorus es un género de escarabajos  de la familia Attelabidae. La especie mejor conocida es Trachelophorus giraffa. Esta es una lista de especies contenidas en este género:
- Trachelophorus abdominalis
- Trachelophorus adrea
- Trachelophorus asperipennis
- Trachelophorus ater
- Trachelophorus camelus
- Trachelophorus castaneus
- Trachelophorus dromas
- Trachelophorus elegans
- Trachelophorus fausti
- Trachelophorus foveicollis
- Trachelophorus giraffa
- Trachelophorus giraffoides
- Trachelophorus limbatus
- Trachelophorus madegassus
- Trachelophorus michaelis
- Trachelophorus numeralis
- Trachelophorus pygmaeus
- Trachelophorus rubrodorsatus
- Trachelophorus sicardi
- Trachelophorus signatus
- Trachelophorus uniformis